# Leucania hamifera
Leucania hamifera là một loài bướm đêm trong họ Noctuidae.